# سیارک ۲۳۳۴
سیارک ۲۳۳۴ (به انگلیسی: 2334 Cuffey، نامگذاری:1962HD) دو هزار و سیصد و سی و چهارمین سیارک کشف شده‌است که در ۲۷ آوریل ۱۹۶۲ کشف شد.
قدر مطلق سیارک برابر ۱۳٫۵۰ است.